# Regiunea Bío-Bío
Regiunea Bío-Bío (în spaniolă Región_del_Bío-Bío) sau Regiunea Biobío (spaniolă VIII Región del Biobío) este una dintre cele 15 regiuni administrative din Chile. Capitala regiunii este orașul Concepción.

## Subdiviziuni administrative
| Diviziunea politică și administrativă din Regiunea Biobío | Diviziunea politică și administrativă din Regiunea Biobío |                        |
| --- | --------------------------------------------------------- | ---------------------- |
| \| Provincia \| Capitala \| Oraș \| \| ---------- \| ----------- \| ---------------------- \| \| Arauco \| Lebu \| 1 Arauco \| \| Arauco \| Lebu \| 2 Cañete \| \| Arauco \| Lebu \| 3 Contulmo \| \| Arauco \| Lebu \| 4 Curanilahue \| \| Arauco \| Lebu \| 5 Lebu \| \| Arauco \| Lebu \| 6 Los Álamos \| \| Arauco \| Lebu \| 7 Tirúa \| \| Biobío \| Los Ángeles \| 8 Alto Biobío \| \| Biobío \| Los Ángeles \| 9 Antuco \| \| Biobío \| Los Ángeles \| 10 Cabrero \| \| Biobío \| Los Ángeles \| 11 Laja \| \| Biobío \| Los Ángeles \| 12 Los Ángeles \| \| Biobío \| Los Ángeles \| 13 Mulchén \| \| Biobío \| Los Ángeles \| 14 Nacimiento \| \| Biobío \| Los Ángeles \| 15 Negrete \| \| Biobío \| Los Ángeles \| 16 Quilaco \| \| Biobío \| Los Ángeles \| 17 Quilleco \| \| Biobío \| Los Ángeles \| 18 San Rosendo \| \| Biobío \| Los Ángeles \| 19 Santa Bárbara \| \| Biobío \| Los Ángeles \| 20 Tucapel \| \| Biobío \| Los Ángeles \| 21 Yumbel \| \| Concepción \| Concepción \| 22 Chiguayante \| \| Concepción \| Concepción \| 23 Concepción \| \| Concepción \| Concepción \| 24 Coronel \| \| Concepción \| Concepción \| 25 Florida \| \| Concepción \| Concepción \| 26 Hualpén \| \| Concepción \| Concepción \| 27 Hualqui \| \| Concepción \| Concepción \| 28 Lota \| \| Concepción \| Concepción \| 29 Penco \| \| Concepción \| Concepción \| 30 San Pedro de la Paz \| \| Concepción \| Concepción \| 31 Santa Juana \| \| Concepción \| Concepción \| 32 Talcahuano \| \| Concepción \| Concepción \| 33 Tomé \| \| Ñuble \| Chillán \| 34 Bulnes \| \| Ñuble \| Chillán \| 35 Chillán \| \| Ñuble \| Chillán \| 36 Chillán Viejo \| \| Ñuble \| Chillán \| 37 Cobquecura \| \| Ñuble \| Chillán \| 38 Coelemu \| \| Ñuble \| Chillán \| 39 Coihueco \| \| Ñuble \| Chillán \| 40 El Carmen \| \| Ñuble \| Chillán \| 41 Ninhue \| \| Ñuble \| Chillán \| 42 Ñiquén \| \| Ñuble \| Chillán \| 43 Pemuco \| \| Ñuble \| Chillán \| 44 Pinto \| \| Ñuble \| Chillán \| 45 Portezuelo \| \| Ñuble \| Chillán \| 46 Quillón \| \| Ñuble \| Chillán \| 47 Quirihue \| \| Ñuble \| Chillán \| 48 Ránquil \| \| Ñuble \| Chillán \| 49 San Carlos \| \| Ñuble \| Chillán \| 50 San Fabián \| \| Ñuble \| Chillán \| 51 San Ignacio \| \| Ñuble \| Chillán \| 52 San Nicolás \| \| Ñuble \| Chillán \| 53 Treguaco \| \| Ñuble \| Chillán \| 54 Yungay \| |                                                           |                        |
| Provincia | Capitala                                                  | Oraș                   |
| Arauco | Lebu                                                      | 1 Arauco               |
| Arauco | Lebu                                                      | 2 Cañete               |
| Arauco | Lebu                                                      | 3 Contulmo             |
| Arauco | Lebu                                                      | 4 Curanilahue          |
| Arauco | Lebu                                                      | 5 Lebu                 |
| Arauco | Lebu                                                      | 6 Los Álamos           |
| Arauco | Lebu                                                      | 7 Tirúa                |
| Biobío | Los Ángeles                                               | 8 Alto Biobío          |
| Biobío | Los Ángeles                                               | 9 Antuco               |
| Biobío | Los Ángeles                                               | 10 Cabrero             |
| Biobío | Los Ángeles                                               | 11 Laja                |
| Biobío | Los Ángeles                                               | 12 Los Ángeles         |
| Biobío | Los Ángeles                                               | 13 Mulchén             |
| Biobío | Los Ángeles                                               | 14 Nacimiento          |
| Biobío | Los Ángeles                                               | 15 Negrete             |
| Biobío | Los Ángeles                                               | 16 Quilaco             |
| Biobío | Los Ángeles                                               | 17 Quilleco            |
| Biobío | Los Ángeles                                               | 18 San Rosendo         |
| Biobío | Los Ángeles                                               | 19 Santa Bárbara       |
| Biobío | Los Ángeles                                               | 20 Tucapel             |
| Biobío | Los Ángeles                                               | 21 Yumbel              |
| Concepción | Concepción                                                | 22 Chiguayante         |
| Concepción | Concepción                                                | 23 Concepción          |
| Concepción | Concepción                                                | 24 Coronel             |
| Concepción | Concepción                                                | 25 Florida             |
| Concepción | Concepción                                                | 26 Hualpén             |
| Concepción | Concepción                                                | 27 Hualqui             |
| Concepción | Concepción                                                | 28 Lota                |
| Concepción | Concepción                                                | 29 Penco               |
| Concepción | Concepción                                                | 30 San Pedro de la Paz |
| Concepción | Concepción                                                | 31 Santa Juana         |
| Concepción | Concepción                                                | 32 Talcahuano          |
| Concepción | Concepción                                                | 33 Tomé                |
| Ñuble | Chillán                                                   | 34 Bulnes              |
| Ñuble | Chillán                                                   | 35 Chillán             |
| Ñuble | Chillán                                                   | 36 Chillán Viejo       |
| Ñuble | Chillán                                                   | 37 Cobquecura          |
| Ñuble | Chillán                                                   | 38 Coelemu             |
| Ñuble | Chillán                                                   | 39 Coihueco            |
| Ñuble | Chillán                                                   | 40 El Carmen           |
| Ñuble | Chillán                                                   | 41 Ninhue              |
| Ñuble | Chillán                                                   | 42 Ñiquén              |
| Ñuble | Chillán                                                   | 43 Pemuco              |
| Ñuble | Chillán                                                   | 44 Pinto               |
| Ñuble | Chillán                                                   | 45 Portezuelo          |
| Ñuble | Chillán                                                   | 46 Quillón             |
| Ñuble | Chillán                                                   | 47 Quirihue            |
| Ñuble | Chillán                                                   | 48 Ránquil             |
| Ñuble | Chillán                                                   | 49 San Carlos          |
| Ñuble | Chillán                                                   | 50 San Fabián          |
| Ñuble | Chillán                                                   | 51 San Ignacio         |
| Ñuble | Chillán                                                   | 52 San Nicolás         |
| Ñuble | Chillán                                                   | 53 Treguaco            |
| Ñuble | Chillán                                                   | 54 Yungay              |